# Chalid ar-Raszidi
Chalid ar-Raszidi, arab. خالد محمد عايض الرشيدي (ur. 20 kwietnia 1987) – kuwejcki piłkarz występujący na pozycji bramkarza.

## Kariera
Ar-Raszidi jest wychowankiem Al Tadamun SC. W 2009 roku był zawodnikiem słowackiego Tatrana Preszów. W 2010 roku odszedł do Al Salibikhaet SC. W latach 2010–2012 występował w Al-Arabi Kuwejt. W zimowym oknie transferowym 2013 został pozyskany przez angielski Nottingham Forest.